# Eusceptis irretita
Eusceptis irretita är en fjärilsart som beskrevs av Jacob Hübner 1823. Eusceptis irretita ingår i släktet Eusceptis och familjen nattflyn. Inga underarter finns listade i Catalogue of Life.